# Anfiteatro castrense

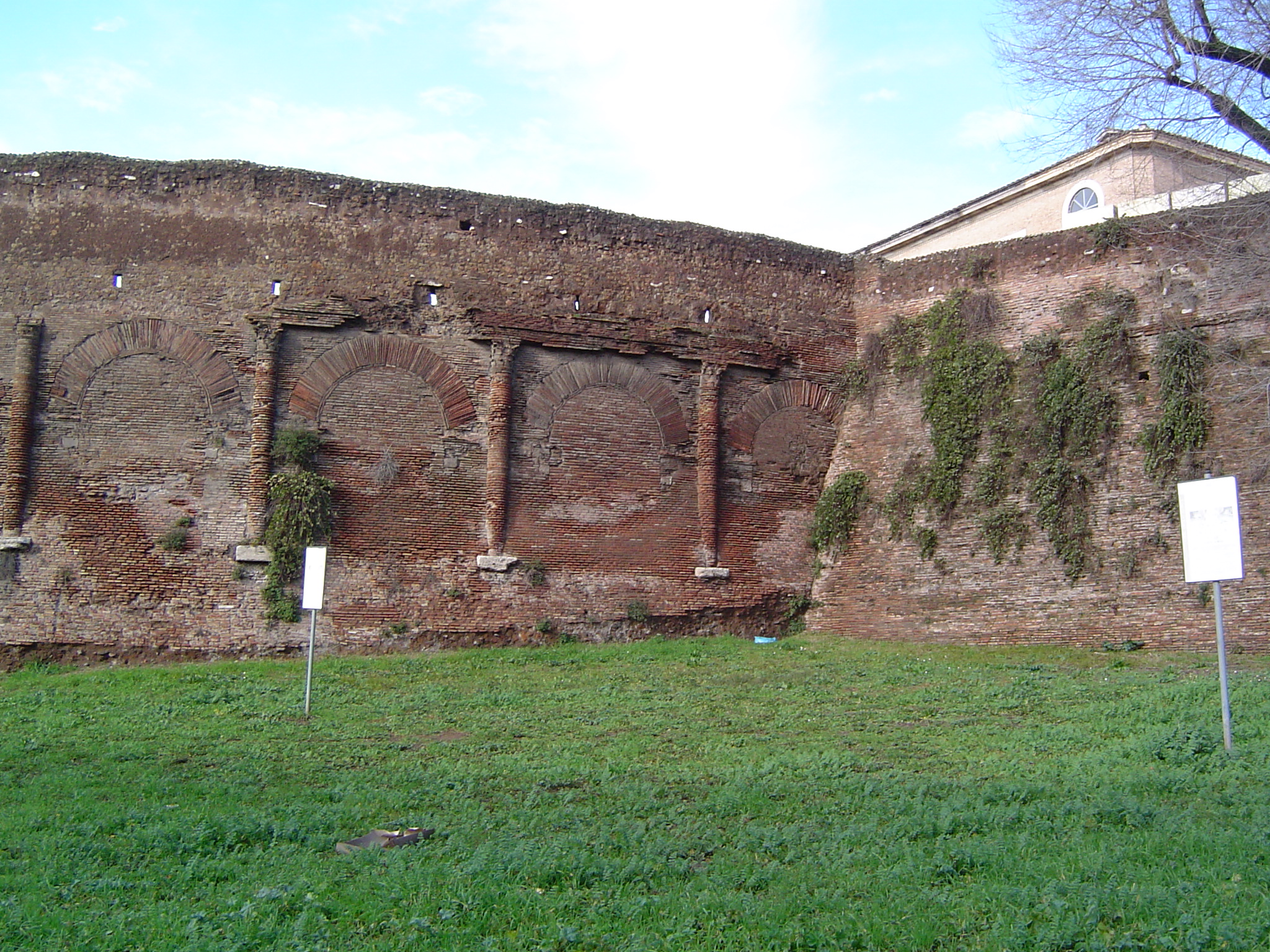
L'Anfiteatro castrense (lato verso la tangenziale)

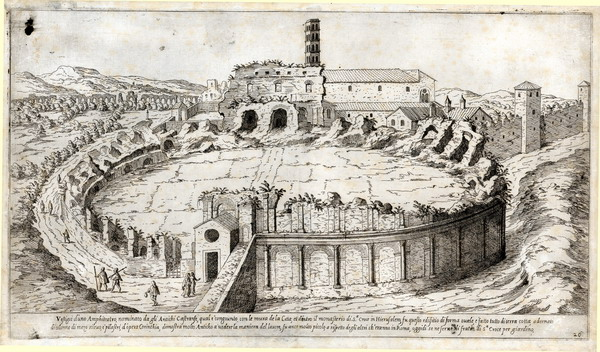
Étienne Dupérac, Acquaforte

L'Anfiteatro castrense è il secondo anfiteatro romano conservato a Roma, risalente agli inizi del III secolo.

## Storia e descrizione
Viene citato con questo nome (in latino amphitheatrum castrense) nei Cataloghi regionari dove ci si riferisce probabilmente a castrum come residenza imperiale: il nome sarebbe quindi da tradurre come "anfiteatro di corte", legato al Palazzo Sessoriano (o Sessorium), di cui faceva parte anche l'edificio su cui oggi sorge la Basilica di Santa Croce in Gerusalemme. Fu costruito probabilmente insieme al resto del complesso residenziale imperiale all'epoca di Eliogabalo e restò in uso fino alla costruzione delle Mura aureliane, che lo tagliarono a metà e lo trasformarono in bastione avanzato, tramite la tamponatura degli archi della facciata.
Durante le guerre greco-gotiche i goti di Vitige, nel tentativo di assediare Roma, conducono un attacco nel settore dell'anfiteatro castrense e di porta Prenestina, settore debolmente fortificato, ma vengono respinti dalle truppe di Belisario.
Di forma ellittica (asse maggiore di 88 m e asse minore di 75,80 m), presenta attualmente in vista parte delle fondazioni (in cementizio con caementa in basalto), a causa dell'abbassamento del piano di campagna circostante, mentre l'elevato è in opera laterizia. Fino alla metà del XVI secolo conservava anche resti dei due ordini superiori, poi abbattuti per esigenze difensive per ordine di papa Paolo IV.
La facciata esterna aveva tre ordini: il primo presentava arcate, inquadrate da semicolonne, il secondo arcate, chiuse da bassi parapetti, inquadrate da lesene e il terzo un attico con finestre ripartito da lesene. Superiormente vi si trovavano probabilmente mensole in travertino per sostenere i pali del velarium. Sui tre ordini semicolonne e lesene avevano capitelli corinzi ed erano realizzate interamente in mattoni, come il resto della struttura, fatto piuttosto raro per edifici di questo tipo, costruiti solitamente in pietra.
All'interno, attualmente occupato dall'orto del convento di Santa Croce in Gerusalemme, i gradini della cavea dovevano essere sorretti da ambulacri con volte a botte, sovrapposti come gli ordini della facciata. Ambienti sotterranei erano ricavati sotto l'arena, i cui resti furono visti in scavi settecenteschi.